# Ramona Badescu (actrice)
 (octobre 2014).
Si vous disposez d'ouvrages ou d'articles de référence ou si vous connaissez des sites web de qualité traitant du thème abordé ici, merci de compléter l'article en donnant les références utiles à sa vérifiabilité et en les liant à la section « Notes et références ».
Cet article concerne l'actrice et mannequin roumain. Pour la femme de lettres française, voir Ramona Badescu (femme de lettres).
Pour les articles homonymes, voir Ramona Badescu.
Romana Badescu (29 novembre 1968) est une actrice et mannequin roumain qui immigre en Italie à la suite de la chute du régime de Ceausescu.

## Biographie
Romana Badescu a fait des études de commerce.
Elle a joué le rôle de Sonia Larris dans Incantesimo (Les Destins du cœur).
En 2008, le maire de Rome Gianni Alemanno en fait sa conseillère pour gérer les affaires avec les communautés roumaines de la ville.

## Filmographie partielle

### Au cinéma
- 1998 : Paparazzi de Neri Parenti